# Takashi Mizuno (football)
Pour les articles homonymes, voir Takashi Mizuno.
Takashi Mizuno (水野 隆, Mizuno Takashi, né le 28 avril 1931) est un footballeur japonais.